# 埼玉県道78号春日部菖蒲線

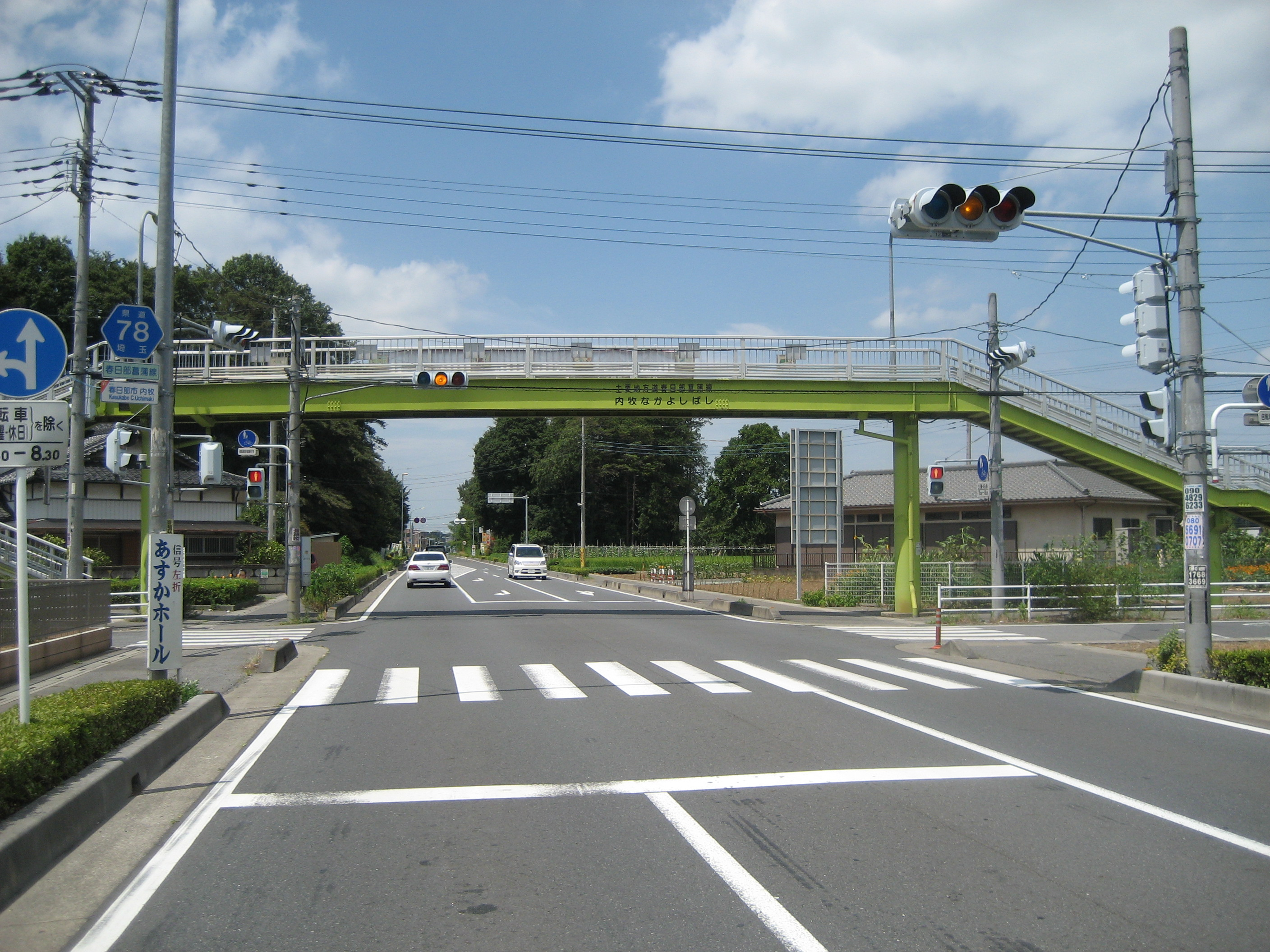
春日部市内牧付近

埼玉県道78号春日部菖蒲線（さいたまけんどう78ごう かすかべしょうぶせん）は、埼玉県春日部市から埼玉県久喜市（旧南埼玉郡菖蒲町）に至る県道（主要地方道）である。

## 概要
起点は埼玉県春日部市の梅田西交差点。埼玉県道3号さいたま栗橋線との重複区間を除き、全線2車線。
白岡市篠津地内に後述の白岡久喜バイパスが部分開通したため、篠津交差点から篠津神山交差点までの区間は町道に降格している。久喜市除堀より白岡市方面は、概ね黒沼用水に平行している。
かつては国道122号（台交差点）が終点だったが、国道122号騎西菖蒲バイパスの開通により、台九宮交差点に変更された。

## 起点・終点
- 起点：埼玉県春日部市（国道16号交点：梅田（西）交差点）
- 終点：埼玉県久喜市（国道122号騎西菖蒲バイパス交点：台九宮交差点）
- 距離：約14,000 m

## 路線状況

### バイパス
- 白岡久喜バイパス（白岡市、篠津神山東交差点 - 同市、埼玉県道3号さいたま栗橋線交差点まで暫定2車線で部分開通）
- 内牧バイパス（春日部市内牧 - 同市梅田、国道16号梅田西交差点）

## 地理

### 通過する自治体
- 埼玉県
  - 春日部市 - 白岡市 - 久喜市

### 交差する道路
| 交差する道路                   | 交差する道路                   | 交差点名   | 所在地   | 最高速度 (km/h) |
| ------------------------------ | ------------------------------ | ---------- | -------- | --------------- |
| 国道16号（岩槻春日部バイパス） | 国道16号（岩槻春日部バイパス） | 梅田西     | 春日部市 | 50              |
| （かえで通り）                 | （かえで通り）                 | 栄町二丁目 | 春日部市 | 50              |
| -                              | 埼玉県道154号蓮田杉戸線        | 太田新井   | 白岡市   | 40              |
| 埼玉県道65号さいたま幸手線     | 埼玉県道65号さいたま幸手線     | 岡泉       | 白岡市   | 40              |
| 埼玉県道162号蓮田白岡久喜線    | 埼玉県道162号蓮田白岡久喜線    | ※非接続    | 白岡市   | 40              |
| E4 東北自動車道                | E4 東北自動車道                | ※非接続    | 白岡市   | 40              |
|                                | 本線                           | 篠津神山   | 白岡市   | 40              |
| 埼玉県道3号さいたま栗橋線      | 埼玉県道3号さいたま栗橋線      |            | 白岡市   | 50              |
| 埼玉県道3号さいたま栗橋線      | 埼玉県道3号さいたま栗橋線      | 篠津       | 白岡市   | 50              |
| -                              | （久喜・菖蒲公園通り）         |            | 久喜市   | 40              |
| 埼玉県道87号上尾久喜線         | 埼玉県道87号上尾久喜線         | 樋の口     | 久喜市   | 40              |
| 首都圏中央連絡自動車道         | 首都圏中央連絡自動車道         | ※非接続    | 久喜市   | 40              |
| 国道122号（騎西菖蒲バイパス）  | 国道122号（騎西菖蒲バイパス）  | 台九宮     | 久喜市   | 40              |

### 重複区間
- 埼玉県道154号蓮田杉戸線（白岡市、太田新井交差点 - 岡泉交差点）
- 埼玉県道3号さいたま栗橋線（白岡市、《交差点名なし・篠津地内》交差点 - 篠津交差点）

### 交差する鉄道と河川
- 新堀排水路（白岡市 橋架はなし。地下で交差）
- 黒沼用水（白岡市・黒沼第一号管渠・黒沼第二号管渠 [1]
- 三ヶ村落堀（白岡市・本田橋）
- 隼人堀川（白岡市・里大橋・新隼人堀川橋・道上橋、3箇所）
- JR東北本線（宇都宮線。白岡市・富士見橋）
- 東北新幹線（白岡市）
- 笠原沼用水（久喜市 除堀橋）
- 江川落川（久喜市）

### 沿道にある施設など
| 施設                       | 所在地   |
| -------------------------- | -------- |
| 内牧公園                   | 春日部市 |
| 春日部市立内牧小学校       | 春日部市 |
| 共栄大学                   | 春日部市 |
| 春日部エミナース           | 春日部市 |
| 白岡市岡泉浄水場           | 白岡市   |
| 白岡市総合運動公園         | 白岡市   |
| 白岡市B&G海洋センター      | 白岡市   |
| しらおか味彩センター       | 白岡市   |
| 白岡市役所                 | 白岡市   |
| 埼玉東部消防組合白岡消防署 | 白岡市   |
| 白岡市立白岡中学校         | 白岡市   |
| 白岡工業団地               | 白岡市   |
| 正楽寺                     | 久喜市   |
| 七社神社                   | 久喜市   |
| 不動寺                     | 久喜市   |
| 江面郵便局                 | 久喜市   |

## ギャラリー

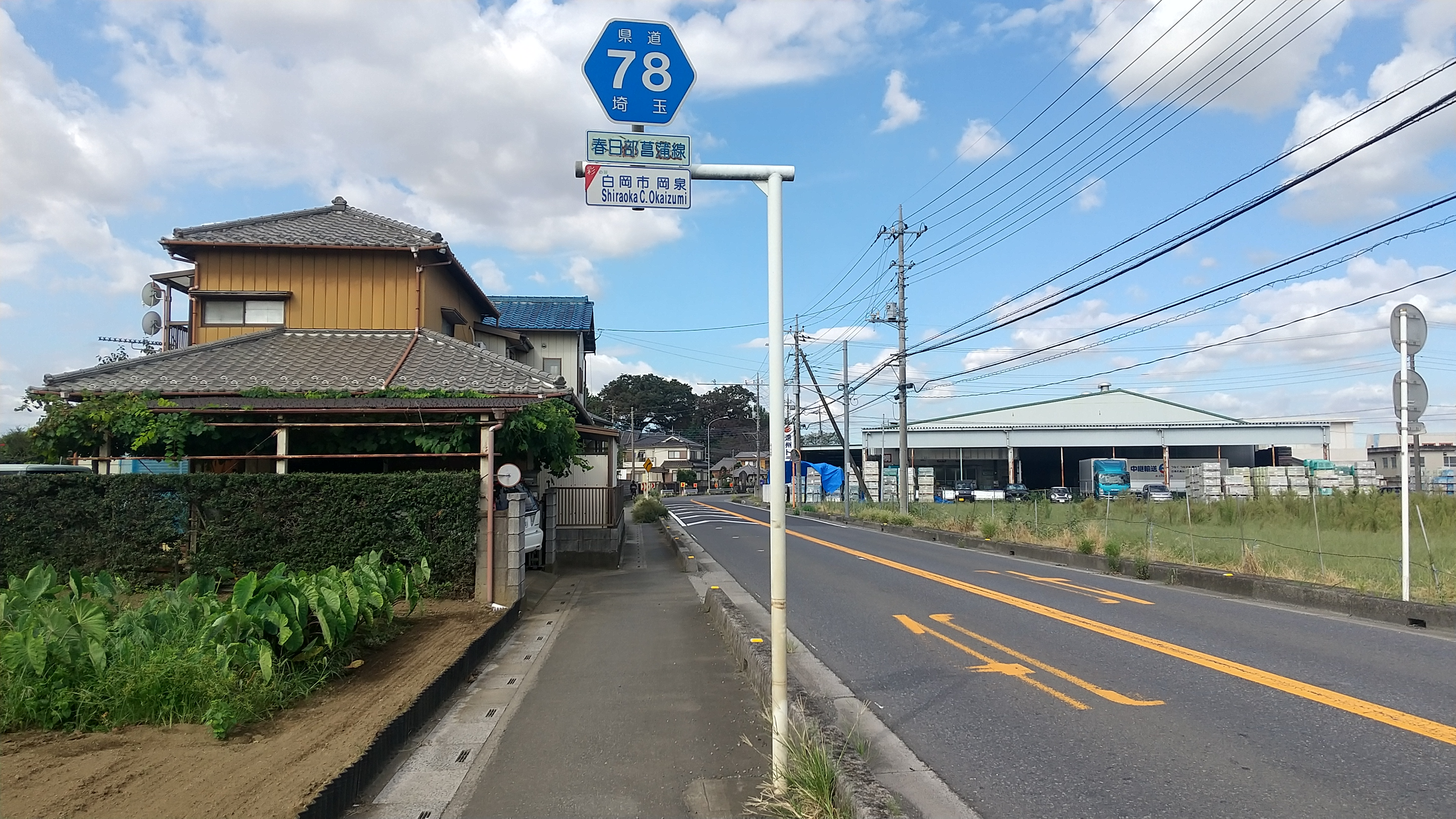
白岡市岡泉付近
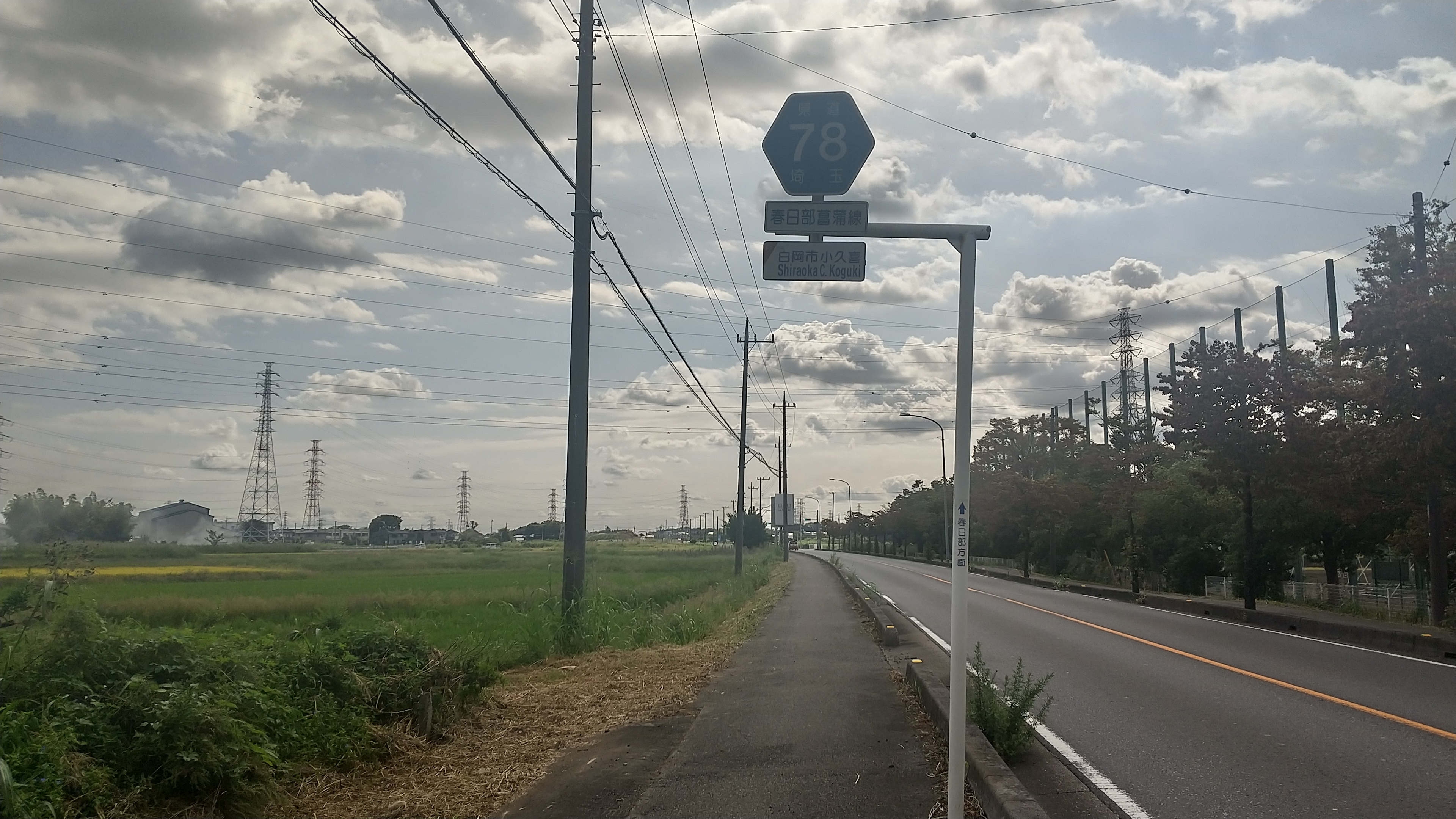
白岡市小久喜付近
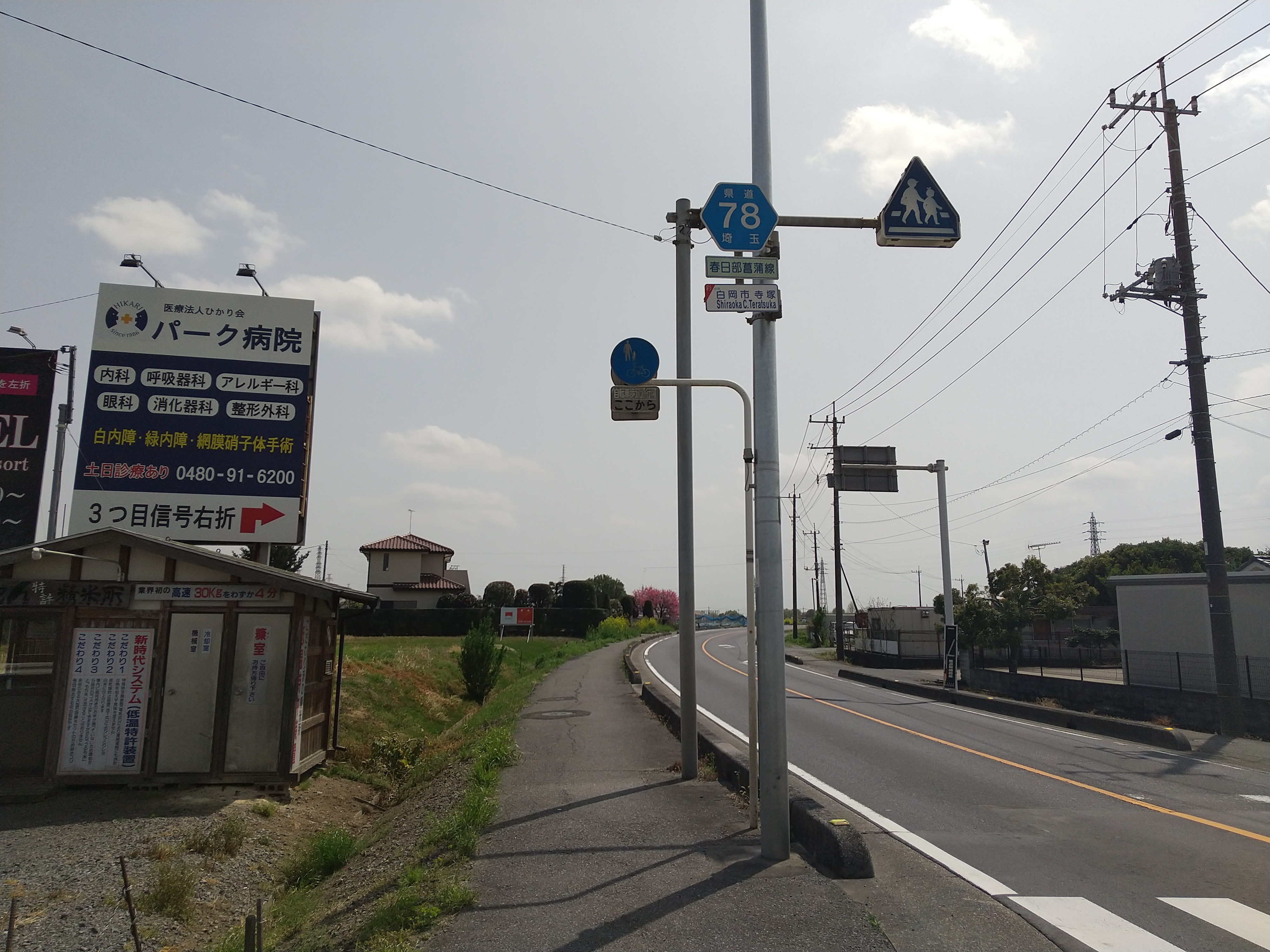
白岡市寺塚付近
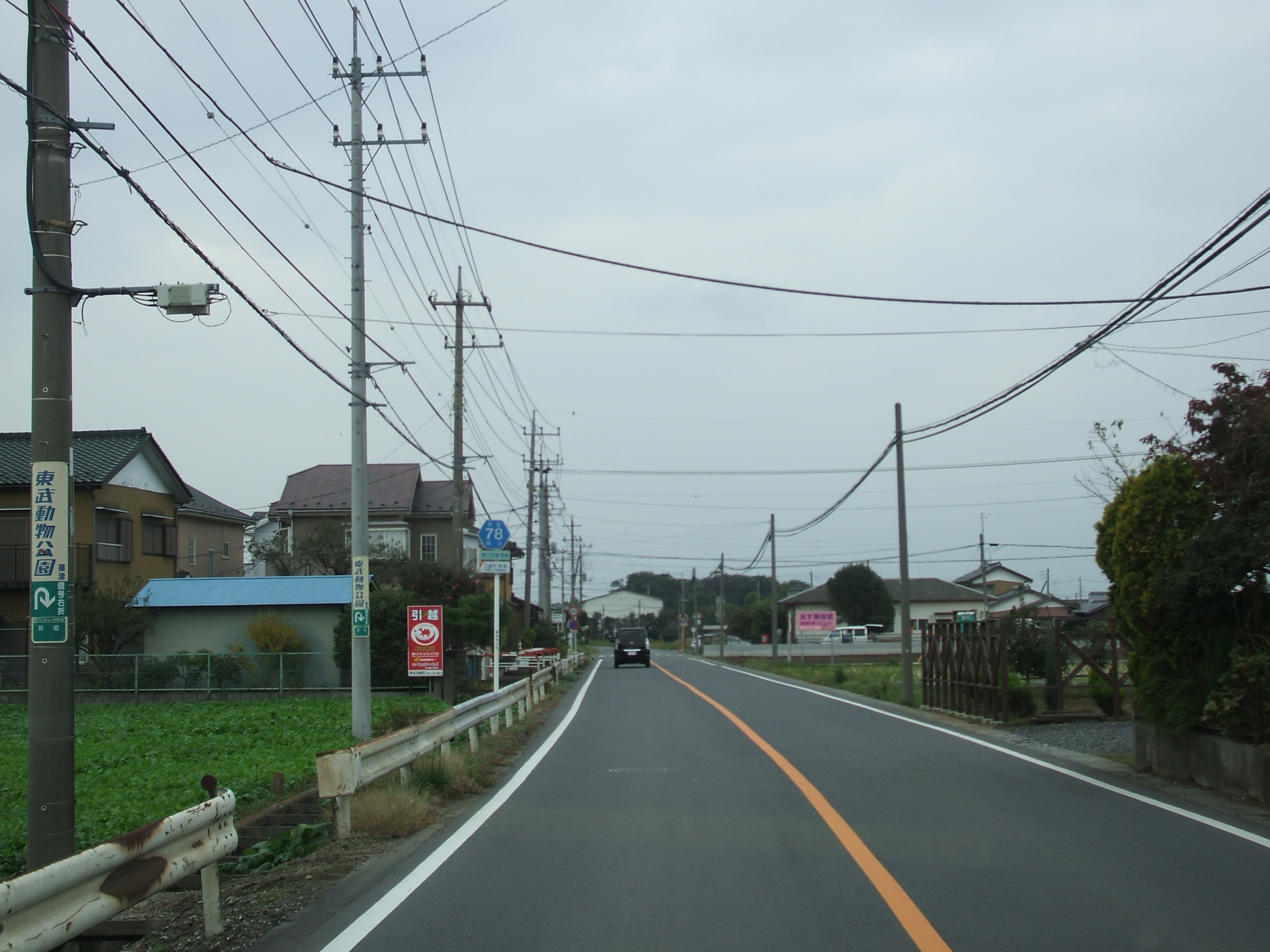
久喜市除堀付近